# Ubetu Kahe
Ubetu Kahe è una circoscrizione rurale (rural ward) della Tanzania situata nel distretto di Rombo, regione del Kilimangiaro. Conta una popolazione di 19 295 abitanti (censimento 2012).